# Bruno Böhmer Camacho
Bruno Böhmer Camacho (* 1985 in Barranquilla) ist ein deutsch-kolumbianischer Jazzmusiker (Piano, Komposition).

## Leben und Wirken
Böhmer Camacho stammt aus einer Musikerfamilie: Sein Großvater mütterlicherseits war der Komponist Ángel María Camacho y Cano (1901–1993), ein Förderer karibischer Musik. Von seiner Mutter, der Konzertpianistin Lyra Mercedes Camacho, lernte er das Klavierspiel. Nach Unterricht in Harmonielehre, Komposition und Arrangement gründete er bereits mit neun Jahren das Jazz-Ensemble Latin Sampling, das sich auf mehreren Jazzfestivals in Südamerika präsentierte. 17-jährig begann er sein Studium an der Folkwangschule bei Peter Herborn, Thomas Hufschmidt und Peter Walter. Mit einem Stipendium setzte er seine Ausbildung an der Berklee School of Music fort, wo ihn Vibraphonist Vince Mendoza für die Berklee All Star Band auswählte.
Bereits während seines Studiums arbeitete Böhmer Camacho mit Musikern wie Roy Louis, Stevie Woods, Andy Narell, César Pérez, Nene Vásquez, Cuba Nova und dem European Jazz Ensemble. Mit seinem Quintett Latin Sampling veröffentlichte er im Jahr 2006 das Album Secrets. Mit dem Bassisten Juan Camillo Villa und dem Schlagzeuger Rodrigo Villalón, die er schon seit Schulzeiten kannte, gründete er sein Bruno Böhmer Camacho Trio, das 2008 das Debütalbum Herencias veröffentlichte, auf dem er neben eigenen Werken auch solche seines Großvaters interpretierte. 2011 folgte in größerer Besetzung Nostalgic Vision, 2014 sein The Colombian Project. Darüber hinaus ist er seit 2010 als Pianist in der deutsch-kubanischen Formation Klazz Brothers & Cuba Percussion tätig, für die er auch komponiert und arrangiert. Er gilt als einer der führenden Pianisten des Latin-Jazz in Mitteleuropa.

## Preise und Auszeichnungen
Mit 16 Jahren gewann Böhmer Camacho den ersten Preis beim Nachwuchswettbewerb „Jugend jazzt“ in Bonn. 2006 wurde er mit dem Folkwang-Preis als bester Jazz-Student ausgezeichnet; 2008 erhielt er mit seinem Trio dort den Preis für das „beste Ensemble“. Im Folgejahr wurde er mit dem Förderpreis des Landes Nordrhein-Westfalen für junge Künstlerinnen und Künstler bedacht. 2013 erhielt er die Auszeichnung 100 Colombianos als einer der international erfolgreichsten Kolumbianer.

## Diskographische Hinweise
- Nostalgic Vision (Sony Music 2011, mit Rodrigo Villalón, Juan Camilo Villa, sowie Julian Wasserfuhr, Vitaliy Zolotov, Martin Gjakonovski, Massimo Buonano)[2]
- Columbian Project (Sony Music 2014, mit Rodrigo Villalón, Juan Camilo Villa, Edmar Castañeda, David Orlowsky, Juan David Restrepo)